# Mihályi Orsolya
Mihályi Orsolya (Székesfehérvár, 1982. január 10. –) magyar színésznő.

## Életpályája
A Vasvári Pál Gimnáziumban érettségizett. 2002–2003 között a Budapesti Operettszínház Pesti Broadway Stúdiójának tanulója volt. 2003–2005 között az Új Színház stúdiósa volt. 2005-től a Győri Nemzeti Színház színésznője. 2016–2019 között a Színház- és Filmművészeti Egyetem drámainstruktor szakos hallgatója volt. 2023-tól a Győr+ Rádió műsorvezetőjeként is dolgozik.

## Fontosabb színházi szerepei

### Győri Nemzeti Színház
- Kszel Attila: Jókai – Laborfalvi Róza
- Kormos István – Vas Judit Gigi: A pincérfrakk utcai cicák – Miháj
- Szerb Antal: Képtelen királyság – Marcelle (zsivány)
- Kszel Attila: Tűzön-vízen át – Ercsey Julianna / dajka
- Dér Andrásː Mindenkinek mindene – Gizella
- Tamási Áronː Énekes madár – Gondos Eszter, vénleány
- Dan Gordonː Esőember – Susan
- Ödön von Horváth: A végítélet napja – Leni, a pincérnő "a vadember"-nél
- Dávid Attila Péter: Bohóckaland
- Kszel Attila: Eleven népmesék – Konferanszié, Róka Piroska
- Tolsztoj: Aranykulcsocska – Burattino, a faragatlan faragott
- Szigligeti Ede: Liliomfi- Erzsi
- Carlo Goldoni: Chioggiai csetepaté – Lucietta, Tóni húga
- David Seidler: A király beszéde – Erzsébet, yorki hercegné
- Kszel Attila: Mágusok és varázslók – Valamilyenné
- Anton Pavlovics Csehov: Sirály – Polina Andrejevna
- Kszel Attila: Koldus és királylány – Tudorné, pszichés
- Schwajda György: Csoda – Veronika
- Békés Pál-Várkonyi Mátyás: Félőlény – Félőlény
- Woody Allen: Semmi pánik! – Mrs. Burns
- Ilf-Petrov: Tizenkét szék – Ellocska, dekoratív
- Rodgers-Hammerstein: A muzsika hangja – Berta nővér
- Tolsztoj: Anna Karenina – Nordston grófnő
- Shakespeare: Vízkereszt, vagy bánom is én – Olívia
- Kosztolányi-Harag: Édes Anna – Stefi
- Kszel Attila: A walesi lakoma – Aranyné/Guinevere
- Csepregi-Alfors-Verne: 80 nap alatt a Föld körül – Auda hercegnő
- Beaumarchais: Figaro házassága – Susana
- László Miklós: Illatszertár – Rátz kisasszony
- Arthur Miller: Salemi boszorkányok – Marry Warren, Proctor szolgálója
- Márton Gyula: Csinibaba – Etelka, dundi balerina
- Tasnádi István: Finito – Reszlik Hajnalka
- Bródy: A tanítónő – Hraj Ida
- Kszel Attila: Al Addin – Zulejka
- Szomory: Györgyike drága gyermek – Ida
- Pörtner: Hajmeresztő – Barbara Demarco, fodrászlány
- Knighton-Wildhorn: A Vörös Pimpernel – Laura
- Kander-Ebb-Masteroff: Kabaré – Loli
- Frayn: Ugyanaz hátulról – Vicki
- Hunyady-Makk-Bacsó-Tasnádi: A vöröslámpás ház – Nusi
- Welsh-Gibson: Trainspotting – Dianne
- Rose: Tizenkét dühös ember – esküdt
- Pozsgai: Razzia – Ann
- Collodi-Litvai: Pinokkió – Menyét, Nyúl
- Kszel: La Fontaine, avagy a csodák éjszakája
- Spiró: Koccanás – Feleség
- Déry-Pós-Presser-Adamis: Képzelt riport egy amerikai popfesztiválról – Juana
- Müller-Tolcsvay-Müller: Isten pénze – Martha
- Austen: Büszkeség és balítélet – Mary
- Vajda-Fábri: Anconai szerelmesek – Drusilla

### Új Színház
- Frisch: Biedermann és a gyújtogatók – Tűzoltók kara
- Koltes: Roberto Zucco – Másik kurva
- Shakespeare: Szentivánéji álom – Pókháló
- Feydeau: Bolha a fülbe – Fúvós angyalka
- Moliere: Álszentek összeesküvése – Színésznő
- Zalán: Angyalok a tetőn – Kék tündér

## Filmes és televíziós szerepei
- Liza, a rókatündér (2015)
- Ede megevé ebédem (2005)

## Díjai, elismerései
- Kisfaludy-díj (2011)
- Taps-díj (2017)